# トウカイローマン
トウカイローマン（欧字名:Tokai Roman、1981年5月19日 - 2007年2月17日）は、日本の競走馬、繁殖牝馬。
1984年の優駿牝馬（オークス、GI）、1987年の京都大賞典（GII）優勝馬である。史上3頭しかいない日本ダービー優勝牝馬のヒサトモの末裔（来孫）である。

## 経歴

### 誕生までの経緯
大阪府東海パッキング工業の社長であった内村正則は、1965年に自身の名義で初めて馬を所有し、トウカイクイン（父:アトランテイス）と命名。トウカイクインは1970年秋の300万円以下（山科特別）を制するなど56戦6勝で、競走馬を引退し繁殖牝馬となった。トウカイクインは、5年目、3番目の仔である牝馬を産み、トウカイミドリ（父:フアバージ）と命名された。

トウカイミドリは、栗東トレーニングセンター所属の田所稔厩舎に所属。3歳10月の中京競馬場の新馬戦でデビューし、3戦目の未勝利戦で勝ち上がった。しかし12月、4戦目のエリカ賞11着後、調教中に膝を骨折。激しい痛みのために睡眠もままならず、1週間も生きられないと宣告されて通常なら安楽死処置がなされるところを、内村たっての希望で治療が継続された。
治療は成功し体調は回復、トウカイミドリは内村が仔分けで所有して繁殖牝馬となった。4歳春にブレイヴェストローマンが種付けされ、1981年5月19日、北海道浦河町西舎の岡部牧場で牝馬（後のトウカイローマン）が誕生した。なお、翌年のトウカイミドリには、ナイスダンサーが種付けされ、2番仔となる牝馬（後のトウカイナチュラル（トウカイテイオーなどの母）を産んでいる。
岡部牧場では、病気をすることなく育成が進められていたが、祖母のトウカイクイン、母のトウカイミドリに似て、悍性が強かった。

### 競走馬時代
栗東トレーニングセンターの中村均厩舎に入厩。420キログラム台という見栄えのしない馬体から、当初は期待を寄せられてはいなかった。
1983年11月26日、中京競馬場の新馬戦（ダート1000メートル）でデビューし2着。再びダートの新馬戦で逃げ切り、初勝利。その後条件戦を勝ちオープンに昇格した。1984年3月11日の5戦目、桜花賞のトライアル競走であるチューリップ賞で重賞、芝コース初挑戦し、ウラカワミユキに離されて8着に敗れた。しかし、4月8日の桜花賞に出走し、21頭中18番人気の評価であった。7枠18番からの発走で、中団に位置した。外枠からコーナーを大きく回る不利がありながらも、先頭で入線したダイアナソロンの7馬身後ろの4着を確保し、優駿牝馬（オークス）の優先出走権を獲得した。
5月20日の優駿牝馬（オークス）に出走。1984年の春は異常低温のために芝の生育がうまくいかず、レース当日の芝コースの内側は芝が剥げてダートのようになっており、走破タイムは時間がかかる傾向にあった。25頭中9番人気の評価を受けて、3枠9番から発走。内枠の好位で進み、桜花賞優勝馬ダイアナソロンは出遅れて15番手ほどにいた。馬場が悪い中、1000メートルを59秒3で通過する「ハイペース」となり、前を行く馬のほとんどが失速。トウカイローマンは10番手ほどに位置を下げていた。後方にいたダイアナソロンが外を回り、最後の直線坂の手前で先頭に立つ中、トウカイローマンが内を突いてかわし、先頭に代わった。かわされたダイアナソロンも再び迫り、2頭での先頭争いとなったが、トウカイローマンがダイアナソロンに1馬身4分の3差をつけて勝利した。走破タイムは、2分31秒9、重賞並びにクラシック初制覇となった。騎乗した岡冨俊一は騎手デビュー3年目でクラシック競走制覇を果たした。
しかしそれから、芝、ダート、札幌競馬場から阪神競馬場まで様々なコースで戦うも、勝利には繋がらなかった。4勝目を挙げたのは、優駿牝馬から13戦後の6歳6月、同じ東京競馬場2400メートルのジューンステークス（OP）で的場均の騎乗によるものであった。連勝を狙った高松宮杯（GII）では11着に敗れた後、深管骨瘤により10か月間の放牧に出された。骨瘤が癒えたのは7歳となると、引退して繁殖牝馬となり、シンボリルドルフと交配するという計画が持ち上がった。しかし、中村が内村に「まだ力の衰えはない。もう1年頑張り、重賞レースを取らせたい」と頼み込み、現役続行を選択した。
大崎昭一に乗り替わり、新潟競馬場の谷川岳ステークスで復帰し、2戦目の新潟大賞典では1馬身4分の1差の2着、福島競馬場の七夕賞では4着。武豊に乗り替わった、小倉競馬場の小倉記念では5着に入った。
再び、武が騎乗して京都大賞典（GII）に出走。GI優勝馬にもかかわらず、6番人気の評価だった。1周目の観戦スタンド前で、口を割りかかりそうになったものの武により、向こう正面で折り合いをつけることができた。最終コーナーで先行勢を捕らえ、内からくるペルシアンパーソを半馬身退けて勝利。オークス以来の重賞タイトルを獲得した。
その後、武とともにジャパンカップに参戦し11着。大崎に乗り替わって引退レースに設定していた中山競馬場の有馬記念（GI）で11着となり、現役を引退した。

### 繁殖入り後
引退後は生まれ故郷である岡部牧場に戻り、11頭の産駒を出した。2007年2月17日に死亡。26歳没。
なお、牝馬の産駒のうち3頭が繁殖入りし、その1頭であるトウカイシュガーの産駒であるコーゲンスイスイ(2011年産)が繁殖入りしており、現在までその血を繋いでいる。

### 全10場制覇
引退レース、中山競馬場で行われた有馬記念を完走し、牝馬としてはヤマノシラギク以来2頭目となる、JRA競馬場全10場出走を達成した。
- 各競馬場初回の出走について記述。

| 競走日     | 競馬場 | 競走名         | 格   | 距離（馬場）  | 頭 数 | 枠 番 | 馬 番 | オッズ （人気） | 着順 | タイム | 着差 | 騎手      | 斤量 [kg] | 1着馬（2着馬）     |
| ---------- | ------ | -------------- | ---- | ------------- | ----- | ----- | ----- | --------------- | ---- | ------ | ---- | --------- | --------- | ------------------ |
| 1983.11.26 | 中京   | 3歳新馬        |      | ダ1000m（良） | 12    | 7     | 10    | 008.30（4人）   | 02着 | 1:01.9 |      | 0猿橋重利 | 53        | ハンテンジャガー   |
| 1984.01.14 | 京都   | 4歳400万下     |      | ダ1400m（良） | 16    | 8     | 16    | 009.10（2人）   | 01着 | 1:28.8 |      | 0猿橋重利 | 53        | （ロングソレイユ） |
| 0000.03.11 | 阪神   | チューリップ賞 |      | 芝1600m（良） | 13    | 7     | 11    | 019.00（8人）   | 08着 | 1:38.4 |      | 0猿橋重利 | 54        | ウラカワミユキ     |
| 0000.05.20 | 東京   | 優駿牝馬       |      | 芝2400m（良） | 25    | 3     | 9     | 027.70（9人）   | 01着 | 2:31.9 |      | 0岡冨俊一 | 55        | （ダイアナソロン） |
| 1985.07.07 | 札幌   | 道新杯         |      | ダ1500m（良） | 11    | 2     | 2     | 028.00（7人）   | 09着 | 1:33.8 |      | 0岡冨俊一 | 55        | ギャロップダイナ   |
| 0000.08.04 | 函館   | 巴賞           |      | 芝1800m（良） | 9     | 1     | 1     | 023.50（7人）   | 03着 | 1:47.4 |      | 0岡冨俊一 | 55        | ノビアボニータ     |
| 1987.04.19 | 新潟   | 谷川岳S        | OP   | 芝1600m（良） | 8     | 5     | 5     | 008.60（4人）   | 05着 | 1:35.2 | -0.3 | 0大崎昭一 | 55        | ゴルデンビューチ   |
| 0000.07.12 | 福島   | 七夕賞         | GIII | 芝2000m（良） | 11    | 7     | 8     | 007.00（4人）   | 04着 | 2:00.6 | -0.3 | 0大崎昭一 | 55        | ダイナシュート     |
| 0000.08.30 | 小倉   | 小倉記念       | GIII | 芝2000m（良） | 9     | 8     | 8     | 003.50（1人）   | 05着 | 2:02.6 | -1.3 | 0武豊     | 55        | ゴルデンビューチ   |
| 0000.12.27 | 中山   | 有馬記念       | GI   | 芝2500m（良） | 16    | 6     | 11    | 041.3（12人）   | 11着 | 2:35.1 | -1.2 | 0大崎昭一 | 54        | メジロデュレン     |

## 競走成績
以下の内容は、netkeiba.com及びJBISサーチの情報に基づく。
| 競走日     | 競馬場 | 競走名           | 格      | 距離（馬場）  | 頭 数 | 枠 番 | 馬 番 | オッズ （人気） | 着順 | タイム | 着差 | 騎手      | 斤量 [kg] | 1着馬（2着馬）       |
| ---------- | ------ | ---------------- | ------- | ------------- | ----- | ----- | ----- | --------------- | ---- | ------ | ---- | --------- | --------- | -------------------- |
| 1983.11.26 | 中京   | 3歳新馬          |         | ダ1000m（良） | 12    | 7     | 10    | 008.30（4人）   | 02着 | 1:01.9 |      | 0猿橋重利 | 53        | ハンテンジャガー     |
| 0000.12.17 | 中京   | 3歳新馬          |         | ダ1000m（良） | 10    | 8     | 10    | 004.30（2人）   | 01着 | 1:02.3 |      | 0猿橋重利 | 53        | （アスコットガビー） |
| 1984.01.14 | 京都   | 4歳400万下       |         | ダ1400m（良） | 16    | 8     | 16    | 009.10（2人）   | 01着 | 1:28.8 |      | 0猿橋重利 | 53        | （ロングソレイユ）   |
| 0000.01.22 | 京都   | 若菜賞           | 400万下 | ダ1400m（不） | 14    | 1     | 1     | 007.70（3人）   | 02着 | 1:25.5 |      | 0岡冨俊一 | 54        | マルブツサーペン     |
| 0000.03.11 | 阪神   | チューリップ賞   | OP      | 芝1600m（良） | 13    | 7     | 11    | 019.00（8人）   | 08着 | 1:38.4 |      | 0猿橋重利 | 54        | ウラカワミユキ       |
| 0000.04.08 | 阪神   | 桜花賞           | GI      | 芝1600m（良） | 22    | 7     | 18    | 259.4（18人）   | 04着 | 1:37.3 |      | 0岡冨俊一 | 55        | ダイアナソロン       |
| 0000.05.20 | 東京   | 優駿牝馬         | GI      | 芝2400m（良） | 25    | 3     | 9     | 027.70（9人）   | 01着 | 2:31.9 |      | 0岡冨俊一 | 55        | （ダイアナソロン）   |
| 0000.09.09 | 阪神   | サファイヤS      | GIII    | 芝1600m（不） | 7     | 7     | 7     | 006.40（3人）   | 05着 | 1:37.0 |      | 0岡冨俊一 | 56        | ダイアナソロン       |
| 0000.10.14 | 京都   | ローズS          | GII     | 芝2000m（良） | 12    | 8     | 12    | 010.20（2人）   | 06着 | 2:03.7 |      | 0岡冨俊一 | 55        | ロングレザー         |
| 0000.11.04 | 京都   | エリザベス女王杯 | GI      | 芝2400m（良） | 21    | 5     | 10    | 018.40（8人）   | 04着 | 2:28.8 |      | 0岡冨俊一 | 55        | キョウワサンダー     |
| 0000.12.09 | 中京   | ウインターS      | GIII    | ダ2200m（良） | 12    | 6     | 7     | 008.50（3人）   | 05着 | 2:18.6 |      | 0岡冨俊一 | 54        | アンドレアモン       |
| 0000.12.23 | 阪神   | 阪神牝馬特別     | GIII    | 芝2000m（良） | 17    | 6     | 11    | 020.20（7人）   | 12着 | 2:02.8 |      | 0岡冨俊一 | 54        | キクノペガサス       |
| 1985.03.17 | 阪神   | 仁川S            | OP      | ダ1800m（稍） | 10    | 8     | 10    | 020.60（6人）   | 09着 | 1:53.4 |      | 0岡冨俊一 | 53        | マルゼンスター       |
| 0000.04.14 | 阪神   | 大阪城S          | OP      | 芝2500m（重） | 8     | 2     | 2     | 010.00（4人）   | 03着 | 2:36.2 |      | 0岡冨俊一 | 55        | メジロモンスニー     |
| 0000.05.12 | 京都   | 京阪杯           | GIII    | 芝2000m（良） | 11    | 1     | 1     | 020.50（8人）   | 10着 | 2:04.7 |      | 0岡冨俊一 | 53        | マルブツサーペン     |
| 0000.07.07 | 札幌   | 道新杯           | OP      | ダ1500m（良） | 11    | 2     | 2     | 028.00（7人）   | 09着 | 1:33.8 |      | 0岡冨俊一 | 55        | ギャロップダイナ     |
| 0000.08.04 | 函館   | 巴賞             | OP      | 芝1800m（良） | 9     | 1     | 1     | 023.50（7人）   | 03着 | 1:47.4 |      | 0岡冨俊一 | 55        | ノビアボニータ       |
| 0000.08.18 | 函館   | 函館記念         | GIII    | 芝2000m（良） | 14    | 7     | 11    | 018.00（7人）   | 07着 | 2:01.0 |      | 0岡冨俊一 | 53        | ウインザーノット     |
| 1986.04.13 | 阪神   | 大阪城S          | OP      | 芝2500m（良） | 7     | 7     | 7     | 019.60（7人）   | 05着 | 2:39.9 | -0.3 | 0猿橋重利 | 55        | アキノサンシー       |
| 0000.05.03 | 東京   | メイS            | OP      | 芝2300m（重） | 7     | 1     | 1     | 007.70（6人）   | 03着 | 2:25.0 | -0.5 | 0柴田政人 | 54        | ビンゴチムール       |
| 0000.06.01 | 東京   | ジューンS        | OP      | 芝2400m（良） | 5     | 2     | 2     | 001.90（1人）   | 01着 | 2:30.1 | -0.3 | 0的場均   | 55        | （ブルーダーバン）   |
| 0000.06.22 | 中京   | 高松宮杯         | GII     | 芝2000m（良） | 18    | 1     | 2     | 015.90（8人）   | 11着 | 2:02.3 | -1.0 | 0安田隆行 | 55        | ラグビーボール       |
| 1987.04.19 | 新潟   | 谷川岳S          | OP      | 芝1600m（良） | 8     | 5     | 5     | 008.60（4人）   | 05着 | 1:35.2 | -0.3 | 0大崎昭一 | 55        | ゴルデンビューチ     |
| 0000.05.10 | 新潟   | 新潟大賞典       | GIII    | 芝2200m（良） | 13    | 8     | 12    | 010.20（5人）   | 02着 | 2:14.7 | -0.2 | 0大崎昭一 | 54        | セッテジュノー       |
| 0000.05.30 | 東京   | メトロポリタンS  | OP      | 芝2400m（良） | 12    | 7     | 9     | 005.70（4人）   | 02着 | 2:29.1 | -0.2 | 0大崎昭一 | 56        | ニシノエイカン       |
| 0000.07.12 | 福島   | 七夕賞           | GIII    | 芝2000m（良） | 11    | 7     | 8     | 007.00（4人）   | 04着 | 2:00.6 | -0.3 | 0大崎昭一 | 55        | ダイナシュート       |
| 0000.08.30 | 小倉   | 小倉記念         | GIII    | 芝2000m（良） | 9     | 8     | 8     | 003.50（1人）   | 05着 | 2:02.6 | -1.3 | 0武豊     | 55        | ゴルデンビューチ     |
| 0000.10.11 | 京都   | 京都大賞典       | GII     | 芝2400m（良） | 9     | 4     | 4     | 008.10（6人）   | 01着 | 2:29.6 | -0.1 | 0武豊     | 57        | （ペルシアンパーソ） |
| 0000.11.29 | 東京   | ジャパンカップ   | GI      | 芝2400m（良） | 14    | 3     | 3     | 058.0（12人）   | 11着 | 2:26.1 | -1.2 | 0武豊     | 55        | ルグロリュー         |
| 0000.12.27 | 中山   | 有馬記念         | GI      | 芝2500m（良） | 16    | 6     | 11    | 041.3（12人）   | 11着 | 2:35.1 | -1.2 | 0大崎昭一 | 54        | メジロデュレン       |

## 繁殖成績
|        | 生年   | 馬名             | 性 | 毛色   | 父                     | 馬主     | 管理調教師                     | 戦績                | 出典   |
| ------ | ------ | ---------------- | -- | ------ | ---------------------- | -------- | ------------------------------ | ------------------- | ------ |
| 初仔   | 1989年 | トウカイテイムス | 牡 | 鹿毛   | シンボリルドルフ       | 内村正則 | 中村均（栗東）                 | 25戦0勝（抹消）     | [ 13 ] |
| 2番仔  | 1990年 |                  | 牝 | 黒鹿毛 | イルドブルボン         |          |                                | 不出走              | [ 14 ] |
| 3番仔  | 1991年 | トウカイコア     | 牡 | 鹿毛   | オウインスパイアリング | 内村正則 | 中村均（栗東）                 | 不出走              | [ 15 ] |
| 4番仔  | 1992年 | トウカイトパーズ | 牡 | 黒鹿毛 | ファストトパーズ       | 内村正則 | 中村均（栗東）                 | 29戦4勝（抹消）     | [ 16 ] |
| 5番仔  | 1993年 | トウカイモナーク | 牡 | 鹿毛   | ノーザンテースト       | 内村正則 | 中村均（栗東）                 | 12戦1勝（抹消）     | [ 17 ] |
| 6番仔  | 1994年 | トウカイロータス | 牝 | 黒鹿毛 | ダンシングブレーヴ     | 内村正則 | 中村均（栗東）                 | 13戦0勝（繁殖牝馬） | [ 18 ] |
|        | 1995年 | 不受胎           |    |        | アンバーシャダイ       |          |                                |                     | [ 19 ] |
| 7番仔  | 1996年 | トウカイピュア   | 牝 | 黒鹿毛 | サンデーサイレンス     | 内村正則 | 中村均（栗東）                 | 6戦0勝（繁殖牝馬）  | [ 20 ] |
|        | 1997年 | 不受胎           |    |        | ジェネラス             |          |                                |                     | [ 19 ] |
| 8番仔  | 1998年 | トウカイプライド | 牡 | 黒鹿毛 | サンデーサイレンス     | 内村正則 | 中村均（栗東） →八木仁（川崎） | 33戦1勝（抹消）     | [ 22 ] |
| 9番仔  | 1999年 | トウカイシュガー | 牝 | 鹿毛   | エリシオ               | 内村正則 | 中村均（栗東）                 | 10戦0勝（繁殖牝馬） | [ 23 ] |
| 10番仔 | 2000年 | トウカイメモリー | 牡 | 鹿毛   | フォーティナイナー     | 内村正則 | 中村均（栗東）                 | 23戦1勝（抹消）     | [ 24 ] |
|        | 2001年 | 不受胎           |    |        | スピニングワールド     |          |                                |                     | [ 19 ] |
|        | 2002年 | 不受胎           |    |        | シアトルダンサーII     |          |                                |                     | [ 19 ] |
| 11番仔 | 2003年 | トウカイスバル   |    | 黒鹿毛 | デザートキング         | 内村正則 | 中村均（栗東）                 | 3戦0勝（抹消）      | [ 25 ] |
|        | 2004年 | 不受胎           |    |        | キングオブキングス     |          |                                |                     | [ 19 ] |

## 血統表
| トウカイローマンの血統（ネヴァーベンド系 / Nasrullah3×4、 Blenheim5×5） | トウカイローマンの血統（ネヴァーベンド系 / Nasrullah3×4、 Blenheim5×5） | トウカイローマンの血統（ネヴァーベンド系 / Nasrullah3×4、 Blenheim5×5） | （血統表の出典）         | （血統表の出典）  |
| 父 *ブレイヴェストローマン Bravest Roman 1972 鹿毛                      | 父の父Never Bend 1960 鹿毛                                              | Nasrullah                                                               | Nearco                   | Nearco            |
| 父 *ブレイヴェストローマン Bravest Roman 1972 鹿毛                      | 父の父Never Bend 1960 鹿毛                                              | Nasrullah                                                               | Mumtaz Begum             |                   |
| 父 *ブレイヴェストローマン Bravest Roman 1972 鹿毛                      | 父の父Never Bend 1960 鹿毛                                              | Lalun                                                                   | Djaddah                  | Djaddah           |
| 父 *ブレイヴェストローマン Bravest Roman 1972 鹿毛                      | 父の父Never Bend 1960 鹿毛                                              | Lalun                                                                   | Be Faithful              |                   |
| 父 *ブレイヴェストローマン Bravest Roman 1972 鹿毛                      | 父の母Roman Song 1955 鹿毛                                              | Roman                                                                   | Sir Gallahad             | Sir Gallahad      |
| 父 *ブレイヴェストローマン Bravest Roman 1972 鹿毛                      | 父の母Roman Song 1955 鹿毛                                              | Roman                                                                   | Buckup                   |                   |
| 父 *ブレイヴェストローマン Bravest Roman 1972 鹿毛                      | 父の母Roman Song 1955 鹿毛                                              | Quiz Song                                                               | Sun Again                | Sun Again         |
| 父 *ブレイヴェストローマン Bravest Roman 1972 鹿毛                      | 父の母Roman Song 1955 鹿毛                                              | Quiz Song                                                               | Clever Song              |                   |
| 母 トウカイミドリ 1977 鹿毛                                             | 母の父*ファバージ Faberge 1961 鹿毛                                     | Princely Gift                                                           | Nasrullah                | Nasrullah         |
| 母 トウカイミドリ 1977 鹿毛                                             | 母の父*ファバージ Faberge 1961 鹿毛                                     | Princely Gift                                                           | Blue Gem                 |                   |
| 母 トウカイミドリ 1977 鹿毛                                             | 母の父*ファバージ Faberge 1961 鹿毛                                     | Spring Offensive                                                        | Legend of France         | Legend of France  |
| 母 トウカイミドリ 1977 鹿毛                                             | 母の父*ファバージ Faberge 1961 鹿毛                                     | Spring Offensive                                                        | Batika                   |                   |
| 母 トウカイミドリ 1977 鹿毛                                             | 母の母トウカイクイン 1966 鹿毛                                          | *アトランテイス Atlantis                                                | Milesian                 | Milesian          |
| 母 トウカイミドリ 1977 鹿毛                                             | 母の母トウカイクイン 1966 鹿毛                                          | *アトランテイス Atlantis                                                | Atlantida                |                   |
| 母 トウカイミドリ 1977 鹿毛                                             | 母の母トウカイクイン 1966 鹿毛                                          | トツプリユウ                                                            | *フアイナルスコア        | *フアイナルスコア |
| 母 トウカイミドリ 1977 鹿毛                                             | 母の母トウカイクイン 1966 鹿毛                                          | トツプリユウ                                                            | ブリユーリボン F-No.19-b |                   |

・半妹にトウカイナチュラル（トウカイテイオーの母・父ナイスダンサー）